# Read (Familienname)
Read ist ein Familienname. Zu Herkunft und Bedeutung siehe Reid.

## Namensträger

### A
- Abner Read (1821–1863), US-amerikanischer Marineoffizier
- Alex Read (* 1991), australischer Fußballspieler
- Alfred Read (1878–1958), britischer Tauzieher
- Almon Heath Read (1790–1844), US-amerikanischer Politiker
- Anthony Read (1935–2015), britischer Schriftsteller, Drehbuchautor und Fernsehproduzent
- Antony Read (1913–2000), britischer General

### C
- Cari Read (* 1970), kanadische Synchronschwimmerin
- Carveth Read (1848–1931), englischer Philosoph, Logiker und Psychologe
- Charles Hercules Read (1857–1929), britischer Archäologe und Kurator
- Chopper Read (1954–2013), australischer Verbrecher und Autor
- Christopher Read (* 1946), britischer Historiker

### D
- Darryl Read (1951–2013), britischer Musiker
- David Read (Autor) (1921–2015), britisch-kenianischer Schriftsteller
- David Read (Botaniker), britischer Botaniker und Hochschullehrer
- David Breakenridge Read (1823–1904), kanadischer Rechtsanwalt, Autor und Politiker
- Dolly Read (* 1944), britische Schauspielerin und Playmate

### E
- Erik Read (* 1991), kanadischer Skirennläufer
- Ernest Read (1879–1965), britischer Dirigent und Musikpädagoge

### G
- Gardner Read (1913–2005), US-amerikanischer Komponist
- George Read (1733–1798), britisch-US-amerikanischer Rechtsanwalt und Staatsmann, Vater von George Read (1765–1836)
- George Read (Politiker, 1765) (1765–1836), US-amerikanischer Rechtsanwalt und Politiker, Sohn von George Read (1733–1798)
- George Read (Politiker, 1819) (1819–??), kanadischer Geschäftsmann und Politiker (Ontario)
- George Read (Politiker, 1972) (* 1972), kanadischer Politiker (Alberta)
- George Windle Read (1860–1934), US-amerikanischer Offizier der US Army
- George Windle Read junior (1900–1974), US-amerikanischer Offizier der US Army
- Givairo Read (* 2006), niederländischer Fußballspieler
- Glenn Read (* 1945), australischer Segler
- Grantly Dick-Read (1890–1959), britischer Frauenarzt und Geburtshelfer
- Gregory J. Read, australischer Filmemacher

### H
- Henry English Read (1824–1868), konföderierter Politiker
- Herbert Read (1893–1968), britischer Kunsthistoriker
- Herbert H. Read (1889–1970), britischer Geologe
- Hugo Read (* 1954), deutscher Saxophonist und Komponist

### I
- Ian Read (* 1953), britischer Manager

### J
- Jacob Read (1752–1816), US-amerikanischer Politiker
- James Read (* 1953), US-amerikanischer Schauspieler
- Jason Read (* 1977), US-amerikanischer Ruderer
- Jeffrey Read (* 1997), kanadischer Skirennläufer
- Jim Read (* 1962), kanadischer alpiner Skirennläufer
- John Read (Chemiker) (1884–1963), britischer Chemiker
- John Erskine Read (1888–1973), kanadischer Jurist und Richter des IGH
- John Read (Bobfahrer) (1926–2000), britischer Bobfahrer
- John Read (Skilangläufer) (* 1961), britischer Skilangläufer
- John Read (Snookerspieler) (* 1969), englischer Snookerspieler

### K
- Kathy Read (* 1969), britische Schwimmerin
- Ken Read (* 1955), kanadischer Skirennläufer
- Kieran Read (* 1985), neuseeländischer Rugby-Union-Spieler

### L
- Leonard Read (1898–1983), US-amerikanischer Publizist
- Lisa Read (* 1973), australische Kunstturnerin
- Lloyd Read (* 1990), britischer Automobilrennfahrer

### M
- Malcolm Read (* 1941), britischer Hockeyspieler
- Margaret Read (1889–1991), britische Sozialanthropologin
- Mark Read (Manager) (Mark Julian Read, * 1966), britischer Manager, CEO der WPP Group
- Mark Read (Sänger) (Mark Daniel Read, * 1978) britischer Sänger, Mitglied von A1 (Band)
- Mark Brandon Read (1954–2013), australischer Krimineller und Autor
- Mary Read (um 1685–1721), englische Piratin und Freibeuterin
- Matt Read (* 1986), kanadischer Eishockeyspieler
- Maurice Read (1859–1929), englischer Cricketspieler
- Miss Read (Dora Jessie Saint, geborene Shafe; 1913–2012), britische Schriftstellerin

### N
- Nathan Read (1759–1849), US-amerikanischer Politiker
- Nicholas Read (* 1958), britischer Physiker
- Norman Read (Bergsteiger) (1891–1992), US-amerikanischer Bergsteiger
- Norman Read (Leichtathlet) (1931–1994), neuseeländischer Leichtathlet

### P
- Peter Read (* 1936), australischer Boxer
- Phil Read (1939–2022), britischer Motorradrennfahrer
- Piers Paul Read (* 1941), britischer Schriftsteller

### R
- Robert William Read (1931–2003), US-amerikanischer Botaniker
- Ronald C. Read (1924–2019), britisch-kanadischer Mathematiker

### S
- Stefan Read (* 1987), kanadischer Skispringer

### T
- Therica Wilson-Read (* 1993), britische Schauspielerin
- Thomas Read (Politiker) (1881–1962), US-amerikanischer Politiker
- Thomas Buchanan Read (1822–1872), US-amerikanischer Dichter und Maler
- Thomas Gabriel Read (1824/1826–1894), australischer Goldsucher und Farmer
- Tobias Read (* 1975), US-amerikanischer Politiker (Demokratische Partei)
- Tom Harrison-Read, britischer Filmeditor

### W
- Walter Read (1855–1907), englischer Cricketspieler
- William Read (* 2003), neukaledonischer Fußballspieler
- William B. Read (1817–1880), US-amerikanischer Politiker